# 小仓圆平 (第一代)
第一代小仓圆平（日语：／ Kokura Enpei，1887年—1949年），字泥人碗仙，是曾活跃于中华民国、满洲国奉天市和日本的陶艺家。其代表作品为“圆平人形”，是以中国东北民俗为主题的陶制人偶。

## 经历
第一代小仓圆平在1887年（明治20年）出生于日本兵库县津名郡（今洲本市），曾就学于津名郡立陶器学校。1910年前后他在京都三越的意匠部（设计部门）工作。1921年（大正10年）前后，出于工作原因而前往中国东北，后成为东亚烟草株式会社的图案部长，为之设计烟盒。在任职于东亚烟草期间，他在奉天满铁附属地常盘町自家住宅中设立圆平陶苑，开始制作圆平人形等作品。1930年，小仓从东亚烟草离职，迁居至奉天满铁附属地浪速通，并在此设立了“趣味之店 圆平人形”，贩售圆平人形等陶艺作品。
1934年（康德元年），在大兴股份有限公司（总部新京）的支持下，小仓设立了“满洲乡土艺术研究工厂”，并在此重新设立圆平陶苑，批量生产圆平人形。1937至1939年间，小仓在奉天南郊浑河附近建立了新的圆平陶苑。
日本战败，满洲国灭亡后，第一代小仓圆平返回兵库县洲本市，重新设立了圆平窑（圆平陶苑），1949年（昭和24年）去世。圆平窑主人袭名小仓圆平，2020年时窑主为第三代小仓圆平。

## 圆平人形
圆平人形所使用的陶土采自奉天北郊清昭陵（北陵）附近，因而别称“北陵烧”:219。粘土经过捏制，以模具成形后烧制，最后上色。依据圆平人形店所发行的册子，圆平人形系列作品有500种以上。圆平人形以中国东北的民俗为主要题材，包括各种商贩像、街头艺人像，也有以建筑为主题的陶塑和包括多人的行进队列像（例如婚礼、葬礼）。
圆平人形不仅在当地的日本人中受到欢迎，也作为代表性的特产成为来自日本的游客所常购买的旅行纪念品。电影明星李香兰曾经私下造访圆平人形店。当时也有仿冒圆平人形的赝品。圆平人形曾在满洲国美术展览会中获金奖。1940年，皇纪2600年庆典时，圆平人形入选溥仪赠送给日本昭和天皇的国礼。:38:219
日本人制作的反映中国民俗的陶器作品种类不多，圆平人形是其中的代表。

## 其他活动
第一代小仓圆平也是日本画的画家（画号龙洲）和俳人（俳句诗人）。
小仓曾经为满洲教育专门学校附属小学的学生教授美术课。:44
满蒙开拓移民（农业移民）的推行者东宫铁男曾委托小仓绘制用于招募大陆新娘（大陸花嫁／大陸の花嫁）的招贴画。